# Sola con te
Sola con te è un singolo della cantautrice italiana Mara Sattei, accreditata come Sara Mattei, in collaborazione con il cantante italiano Daniele Vit, pubblicato il 13 gennaio 2015 come estratto dal mixtape Frammenti: Street Covers N.2.

## Descrizione
Il brano, scritto dalla stessa cantautrice con Daniele Vit, è composto e prodotto da quest'ultimo.

## Video musicale
Il video musicale, diretto da Thomas Fasciana, è stato pubblicato in concomitanza all'uscita del brano attraverso il canale YouTube della Homies Label.

## Tracce
Testi di Sara Mattei, Daniele Vit, musiche di Daniele Vit.
1. Sola con te (feat. Daniele Vit) – 3:57